# 吳台壽
吳台壽，江蘇丹徒人。清朝政治人物。

## 生平
道光三十年（1850年），吳台壽考中陸增祥榜二甲三十名進士。歷任工部主事，山東道監察御史。同治二年（1863年），前欽差大臣勝保被彈劾，押解回京治罪。台壽之兄台朗在勝保軍中，特與台壽謀求援救。台壽即上書為勝保辯解，稱其“有克敌御侮之功，无失地丧师之罪。”請求從輕處置。結果反被御史劉其年參劾結黨。同年四月，被革職。